# Szent Demeter-fatemplom (Fonóháza)
A fonóházi Szent Demeter-fatemplom műemlékké nyilvánított épület Romániában, Bihar megyében. A romániai műemlékek jegyzékében a  BH-II-m-A-01145 sorszámon szerepel.